# George Thomas (huurling)

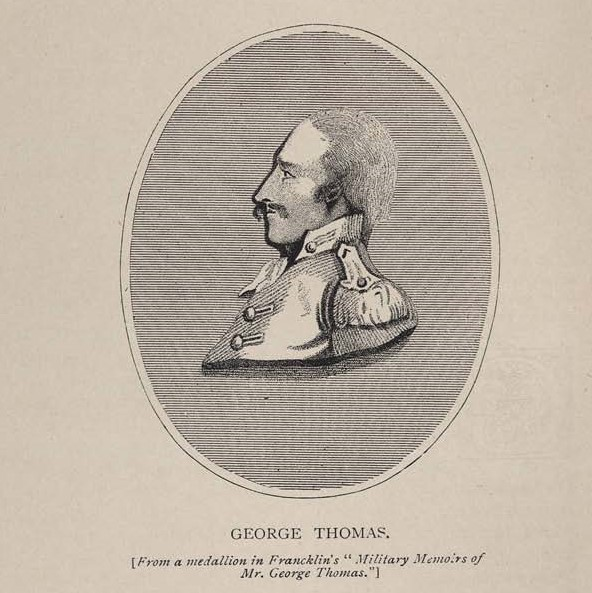
George Thomas

George Thomas (Roscrea, ±1756 – Brahmapur, 22 augustus 1802) was een Iers huurling en avonturier in het noorden van India. Aan het einde van de 18e eeuw wist hij kortstondig een klein rijkje in de Punjab te veroveren dat hij als zelfstandig vorst bestuurde. Hij werd wel "the Irish raja" ("de Ierse radja") of "the raja of Tipperary" ("de radja van Tipperary") genoemd.
Thomas' ouders waren arme boeren in de omgeving van Roscrea, in het Ierse County Tipperary. De vader stierf toen Thomas nog jong was. Thomas werkte als dokwerker in de havenstad Youghal, waar hij onvrijwillig geronseld werd door de Britse Royal Navy. Hij deserteerde in 1781 in de Brits-Indische havenstad Chennai.
In het India van de late 18e eeuw was een machtsstrijd gaande tussen het Maratharijk, de Britten en de Fransen. Lokale heersers sloten wisselende bondgenootschappen met de koloniale machten en Europese huurlingen konden in dienst van deze machthebbers fortuin maken. Na enkele omzwervingen kwam Thomas in het noorden van India, dat destijds nog niet onder Brits gezag stond. Hier leidde hij de huurlingen ("pindari's") van Begum Samru, de bestuurster van Sardhana. Het leger van de begum maakte deel uit van de coalitie die in 1787 de stad Delhi innam, om de Mogolkeizer Shah Alam II uit handen van zijn vizier, Ghulam Qadir, te bevrijden.
Thomas raakte na 1790 uit de gratie bij de begum, die hem verving door de Franse huurling Pierre Antoine Le Vassoult. Hij trad daarna in dienst van de Marathaleider Appa Rao. Hij vestigde zijn hoofdkwartier in de stad Hisar (tegenwoordig in Haryana) en bestuurde vanuit daar de omgeving als onafhankelijk radja (koning). Zijn pogingen met zijn huurlingenleger een groot deel van de Punjab te veroveren liepen uiteindelijk op niets uit. Thomas kwam in conflict met Daulat Rao Scindhia, de Maratha maharadja van Gwalior. Het leger van de Maratha's, onder leiding van de Franse avonturier Pierre Cuillier-Perron, wist Thomas na een belegering gevangen te nemen.
Thomas werd verbannen en besloot in 1802 terug te keren naar Ierland. Onderweg naar Calcutta raakte hij echter ziek. Hij stierf op de Ganges aan de gevolgen van ernstige koorts. Zijn vrouw en kinderen had hij achtergelaten in Sardhana, waar ze onder bescherming van Begum Samru stonden. In 1805 werden in Londen zijn memoires, die hij voor zijn dood gedicteerd had, gepubliceerd.